# کمار علیا
کمار علیا  یکی از روستاهای استان آذربایجان شرقی است که در دهستان دیزمار غربی بخش سیه‌رود شهرستان جلفا واقع شده‌است.

## جمعیت
این روستا بخش عمده ای از مراتع اطراف را به خود اختصاص داده است که بخشی از این کوه ها تا شهرستان جلفا و مرند کشیده شده است،روستا به علت کم توجهی هایی که در سال های ۸۳.۸۴.۸۵ از طرف دولت شد باعث شد که بیشتر سکنه این روستا به شهر های اطراف کوچ کنند. حال در روستا حدود ۲۰۰ الی ۳۰۰ نفر ساکن هستند که این تعداد در ایام محرم و عید نوروز به ۲ هزار نفر میرسد.